# Скрипун пятнистый
Скрипун пятнистый (лат. Saperda punctata) — жук из семейства усачей и подсемейства Ламиины.

## Описание
Жук длиной от 11 до 18 мм. Каждое надкрылье обычно с 6 маленькими чёрными пятнышками вдоль диска (их может быть и меньше). У жуков усики без светлых волосяных колечек. Тело в голубом или зелёном опушении. Брюшко с чёрными пятнами.

## Распространение
Россия: юг европейской части, Кавказ; Украина, Молдова, Закавказье, северная Африка, Европа, Турция, северный Иран

## Экология и местообитания
Время лёта взрослого жука с мая по август. Заселяет ослабленные или свеже погибшие деревья. Личинки прогрызают ходы под корой и в поверхностных слоях заболони, где и зимуют. Окукливание происходит под корой или в древесине — весной-в начале лета. Цикл развития 1-2-годичный. Кормовые растения деревья рода вяз.

## Охрана
Является охраняемым видом (охранный статус — находятся в уязвимом положении). Возможно причиной уменьшения численности популяции является вымирание кормовых растений рода вяз (синоним: ильм) (Ulmus), по причине датской ильмовой болезни — tracheomycosis. Однако, было отмечено, что Saperda punctata питается и другими представителями лиственных деревьев, например, дуб (Quercus) и ива (Salix).